# Keresztyén tökéletesség
A keresztény tökéletesség keresztény tan, mely szerint a keresztény ember lelke a megtérés után, de még a halál előtt megtisztulhat az eredendő bűn szennyétől. A tökéletességet „teljes megszentelődésnek” is nevezhetjük. Főként John Wesley követőihez kapcsolódik, akik a megszentelő kegyelem Wesley-féle értelmezéséből eredő szentségmozgalomhoz tartoznak. A tökéletesség vonatkozhat a tökéletességhez vezető útra vagy a tökéletesség állapotára. A keresztyén tökéletességet gyakran „tökéletességre törekvésnek” mondják.

## A tan Wesley-nél

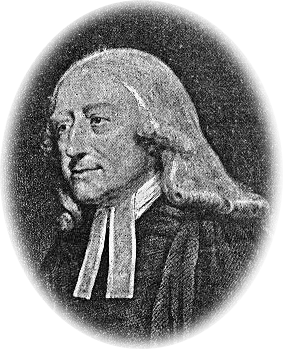
John Wesley

A tökéletesség a megszentelődés folyamata és a kegyelem műve. Wesley szemében a megszentelődés kegyelem által irányított lelki növekedés volt. A keresztyén tökéletesség Wesley szerint „a szándék tisztaságát, egész életünk Istennek szentelését jelenti”, valamint „azt a teljes lelkületet jelenti, amely Krisztusban is megvolt, s amely lehetővé teszi, hogy úgy éljünk, ahogyan ő élt.” „Azt jelenti, hogy teljes szívünkből szeretjük Istent, és szeretjük felebarátunkat, mint magunkat.” „Helyreállítást jelent nemcsak Isten jóindulatát, hanem Isten képmását illetően is, ami nem pusztán a bűntől való szabadulást foglalja magában, hanem az Isten teljességével való megtelésünket is.”
Wesley egyértelműen kifejtette, hogy a tökéletesség nem jelent tökéletes testi egészséget vagy tévedhetetlen véleményalkotást. Azt sem jelenti, hogy többé nem szegjük meg Isten akaratát, mivel az akaratlan törvényszegések megmaradnak. A tökéletességre jutott keresztyének továbbra is ki vannak téve a kísértésnek, s imádkozniuk kell megbocsátásért és szentségért. Nem abszolút tökéletességről van szó, hanem a szeretet tökéletességéről. Amellett Wesley nem a tökéletesség általi üdvösséget tanította, hanem azt mondja: „A tökéletes szentség is csak Jézus Krisztus által fogadható el Isten számára.”
Wesley nem a bűntelenséget nevezte tökéletességnek. A tökéletesség nem is a vétkezésre való képtelenség állapotát jelenti, inkább azt az állapotot, amikor az ember úgy dönt, hogy nem vétkezik. A Wesley-féle tökéletesség az élet megváltozását foglalja magában, valamint a szabadságot az Isten elleni szándékos lázadástól, a tisztátalan szándékoktól és a büszkeségtől. Wesley ugyanakkor nem tekintette véglegesnek a tökéletességet.
Wesley egy verset is tanított követőinek, hogy el ne felejtsék a keresztyén tökéletesség tanát:
Tedd a jót, ahogy csak tudod,
minden emberrel,
minden időben,
minden módszerrel,
minden eszközzel,
amíg csak tudod.